# Laboratoire Francis-Perrin
Le laboratoire Francis-Perrin (LFP) a été un laboratoire de recherche associant le Commissariat à l'énergie atomique et aux énergies alternatives (CEA) et le Centre national de la recherche scientifique (CNRS),.
Le LFP a été fondé en 2001 au Centre CEA de Saclay avec l'objectif de développer des thématiques basées sur l’interaction de la lumière avec des systèmes moléculaires, et plus particulièrement, la femtochimie. À la suite d'une restructuration du CEA et celle du plateau du Saclay, ses activités ont cessé en 2015.

## Dénomination
Le LFP a pris son nom en l’honneur du physicien Francis Perrin, haut-commissaire du CEA de 1951 à 1970. Celui-ci avait défendu la nécessité pour le CEA de mener des recherches fondamentales dans les domaines de la chimie, de la physique et de la biologie.

## Projets phares du LFP
La création du LFP a permis de lancer de nouveaux projets physico-chimiques concernant l’interaction du rayonnement UV avec l’ADN et le repliement des peptides étudiés par spectroscopie laser. Cette technique a été également utilisée pour étudier des nano-agrégats, qui, par ailleurs, étaient synthétisés par pyrolyse laser. La détection optique était mise à profit pour l’élaboration des capteurs et a donné lieu à la création de la startup ethera,.

## Le projet e-knownet
Le LFP a participé au projet « e-knownet » du Lifelong Learning Programme 2007–2013 (en) de l’Union Européenne.
« e-knownet », dont le titre complet est « Network for ICT-enabled non-formal science learning » (2008-2010), avait pour objectif de développer de nouveaux outils viables pour la transmission non académique des savoirs scientifiques, directement du laboratoire de recherche au grand public, en s’appuyant sur les nouvelles technologies de l’information et de la communication.
Le projet était coordonné par Eugenides Foundation, centre et musée de sciences (Athènes, Grèce). Les autres partenaires étaient : le Greek Research and Technology Network (Athènes, Grèce), le Center for Digital Systems, Competence Center e-Learning/Multimedia, Frei Universität (Berlin, Allemagne) et le Science Communication Observatory / Universitat Pompeu Fabra (Barcelone, Spain).
Les résultats de recherches du LFP étaient utilisés pour mettre en place une expérience pilote permettant un transfert de connaissances du laboratoire de recherche aux . Entre autres, une série de mini-bandes dessinées a été réalisée en collaboration entre les chercheurs du LFP et le dessinateur Ghislain Aubry, pour illustrer certains processus fondamentaux en phototophysique et photochimie.

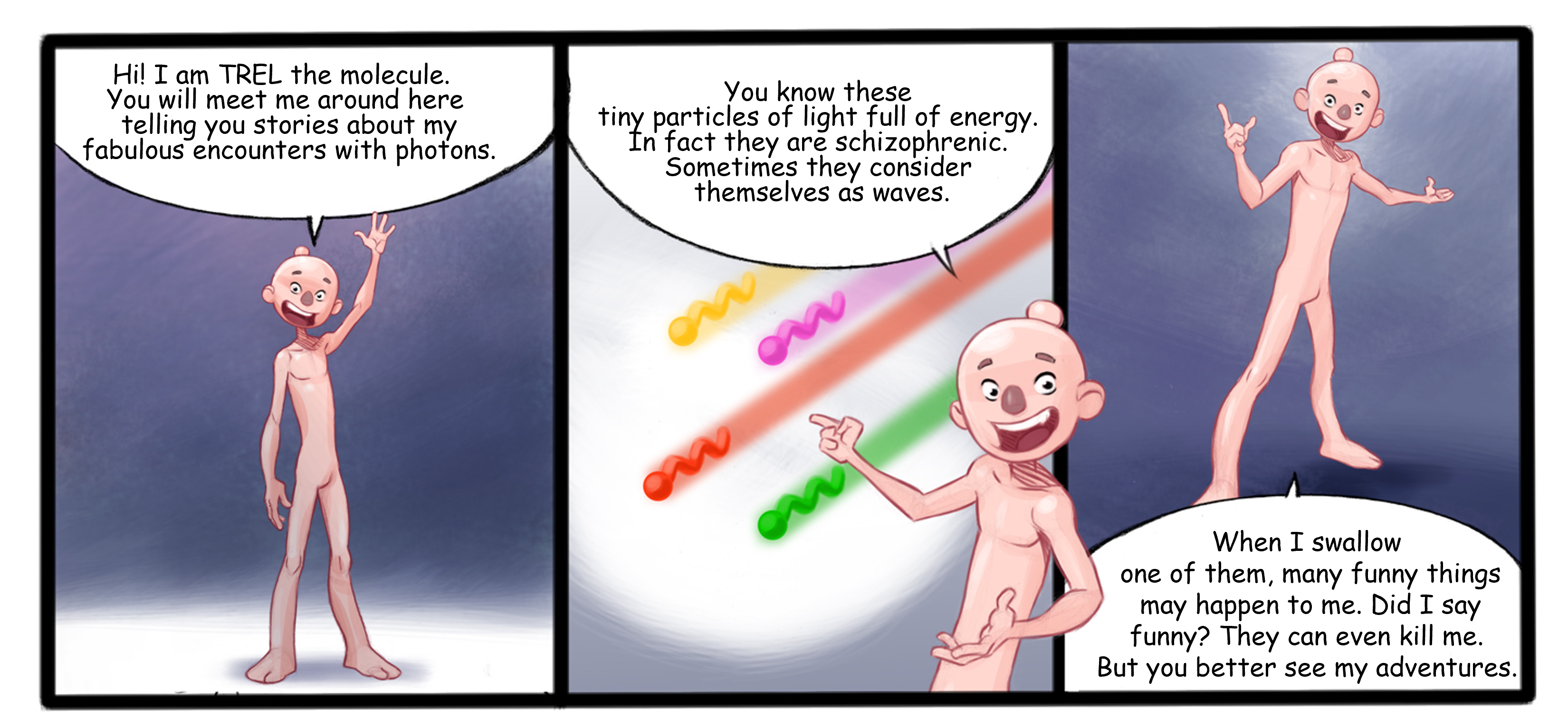
Image créée dans le cadre du projet e-Knownet

## Direction
- 2001-2005: Dimitra Markovitsi (en) (directrice), Jean-Paul Visticot (directeur adjoint)
- 2006-2014: Dimitra Markovitsi (directrice), Jean-Michel Mestdagh (directeur adjoint
- 2014-2015: Philippe Martin (directeur), Thomas Gustavsson (directeur adjoint)

## Publications scientifiques représentatives
- I. Vaya, T. Gustavsson, F.A. Miannay, T. Douki, D. Markovitsi: Fluorescence of Natural DNA - From the Femtosecond to the Nanosecond Time Scales, Journal of the American Chemical Society (2010) 132, 11834
- T. Gustavsson, R. Improta, D. Markovitsi: DNA/RNA: Building Blocks of Life Under UV Irradiation, J. Physical Chemistry Letters (2010) 1, 2025
- A. Banyasz, T. Douki, R. Improta, T. Gustavsson, D. Onidas, I. Vaya, M. Perron, D. Markovitsi: Electronic Excited States Responsible for Dimer Formation upon UV Absorption Directly by Thymine Strands: Joint Experimental and Theoretical Study, Journal of the American Chemical Society (2012) 134, 14834
- H. S. Biswal, Y. Loquais, B. Tardivel, E. Gloaguen, and M. Mons, Isolated Monohydrates of a Model Peptide Chain - Effect of a First Water Molecule on the Secondary Structure of a Capped Phenylalanine: Journal of the American Chemical Society (2011) 133, 3931
- M. Cirtog, A. M. Rijs, Y. Loquais, V. Brenner, B. Tardivel, E. Gloaguen, and M. Mons: Far/Mid-Infrared Signatures of Solvent Solute Interactions in a Microhydrated Model Peptide Chain, Journal Physical Chemistry Letters  (2012) 3, 3307
- M. Mališ, Y. Loquais, E. Gloaguen, H. S. Biswal, F. Piuzzi, B. Tardivel, V. Brenner, M. Broquier, C. Jouvet, M.Mons, N. Došlić, and I. Ljubić: Unraveling the Mechanisms of Nonradiative Deactivation in Model Peptides Following Photoexcitation of a Phenylalanine Residue, Journal of the American Chemical Society (2012) 134, 20340
- M. Briant, L. Poisson, M. Hochlaf, P. de Pujo, M.-A. Gaveau, B. Soep, Ar2 Photoelectron Spectroscopy Mediated by Autoionizing States: Physical Review Letters (2012) 109, 193401
- B. Noller, L. Poisson, R. Maksimenka, I. Fischer, J. M. Mestdagh: Femtosecond Dynamics of Isolated Phenylcarbenes, Journal of the American Chemical Society (2008) 130, 14908
- P. Simon, B. Pignon, B. Miao, S. Coste-Leconte, Y. Leconte, S. Marguet, P. Jegou, B. Bouchet-Fabre, C. Reynaud and N. Herlin-Boime, N-Doped Titanium Monoxide Nanoparticles with TiO Rock-Salt Structure, Low Energy Band Gap, and Visible Light Activity. Chemistry of Materials (2010) 22, 3704
- C. Castro, M. Pinault, S. Coste-Leconte, D. Porterat, N. Bendiab, C. Reynaud and M. Mayne-L'Hermite: Dynamics of catalyst particle formation and multi-walled carbon nanotube growth in aerosol-assisted catalytic chemical vapor deposition. Carbon  (2010) 48, 3807
- M. Haggui, M. Dridi, J. Plain, S. Marguet, H. Perez, G. C. Schatz, G. P. Wiederrecht, S. K. Gray and R.Bachelot: Spatial Confinement of electromagnetic Hot and Cold Spots in Gold Nanocubes. ACS Nano (2012) 6, 1299